# Alicia Machado
Alicia Machado est une actrice, chanteuse et mannequin vénézuélo-américaine, née à Maracay le 6 décembre 1976. Elle est élue Miss Venezuela en 1995 et devient la 4e Vénézuélienne élue Miss Univers en 1996. 
En 2016, lors de la campagne pour l'élection présidentielle américaine, la candidate démocrate, Hillary Clinton, la prend comme « exemple du sexisme et du racisme » du candidat républicain, Donald Trump. En effet ce dernier, devenu en 1996 copropriétaire du concours de beauté Miss Univers, l'avait surnommée Miss Piggy car elle avait pris du poids et Miss Ménage car elle est sud-américaine. Alicia Machado, qui a obtenu la nationalité américaine soutient Hillary Clinton et a enregistré une vidéo en espagnol où elle relate les humiliations de Trump à son égard.

## Biographie
Elle a interprété son propre rôle dans un épisode de la série télévisée Une nounou d'enfer.
Elle est maman d'une petite fille prénommée Dinorah qui est née le 25 juin 2008.
En 2021 elle remporte la première saison de La Casa de los Famosos.

## Filmographie

### Telenovelas
- 1998 : Samantha : Samantha Del Llano
- 1999-2000 : Infierno en el paraíso : Marian Ordiales
- 2002 : Mambo y canela : Canela
- 2006-2007 : Nace una estrella : Catherine
- 2007 : Amor sin maquillaje : Marina Fernández Rosales
- 2009 : Hasta que el dinero nos separe : Karen Sandoval
- 2009-2010 : Atrévete a soñar : Electra
- 2011-2012 : Una familia con suerte : Candelaria de los Ángeles López Fernández ("Candy/Candela")
- 2013 : Porque el amor manda : Candelaria "Candy" López Fernández.
- 2013 : La Madame  : Madame Rochy "la Madame"
- 2015 : Lo imperdonable :  Claudia Ordaz
- 2017 : La ley del corazón

### Séries télévisées
- 1997 : Une nounou d'enfer : Miss Univers
- 2000 : Estamos unidos : Mari
- 2006 : La hora pico : Envite
- 2007 : El Pantera : Diana Rodríguez
- 2009 : Los simuladores : Camila

### Cinéma
- 2006 : Cansada de besar sapos : Cassandra
- 2007 : I love Miami : Giselle

## Théâtre
- 2009 : Un amante a la medida : Linda
- 2010 : Hairspray : Velma
- 2010 : Los Alacranes

## Sources
- (es) Cet article est partiellement ou en totalité issu de l’article de Wikipédia en espagnol intitulé « Alicia Machado » (voir la liste des auteurs).